# Oak Grove (Alabama)
Oak Grove es un pueblo ubicado en el condado de Talladega en el estado estadounidense de Alabama. En el censo de 2000, su población era de 457.

## Demografía
En el 2000 la renta per cápita promedia del hogar era de $ 28.625$, y el ingreso promedio para una familia era de 29.625$. El ingreso per cápita para la localidad era de 12.865$. Los hombres tenían un ingreso per cápita de 29.417$ contra 19.375$ para las mujeres.

## Geografía
Oak Grove está situado en 33°11′23″N 86°18′11″O / 33.18972, -86.30306 (33.189772, -86.303163).
Según la Oficina del Censo de los EE. UU., la ciudad tiene un área total de 1.14 millas cuadradas (2.96 km²).